# Gobernaciones del Imperio ruso en Ucrania
La gobernación es la última división administrativa del Imperio ruso antes de la Revolución de Octubre, conformándose como tal entre finales del siglo XVIII y principios del XIX. 
Las gobernaciones que en su mayor parte caen en el territorio de la actual Ucrania son las siguientes:
- Gobernación de Volinia (Волынская губерния) (desde 1796; Zhitómir Житомир)
- Gobernación de Podolia (Подольская губерния) (desde 1796; Kamenets-Podolsk Каменец-Подольск)
- Gobernación de Kiev (Киевская губерния) (entre 1708—1781, y desde 1796)
- Gobernación de Jersón (Херсонская губерния) (desde 1803)
- Gobernación de Táurida (Таврическая губерния) (desde 1802; Simferópol Симферополь):
- Gobernación de Chernígov (Черниговская губерния) (desde 1796)
- Gobernación de Poltava (Полтавская губерния) (desde 1802)
- Gobernación de Yekaterinoslav (Екатеринославская губерния) (desde 1802):
- Gobernación de Járkov (Харьковская губерния) (desde 1835)

Otras gobernaciones que ocupan partes menores del territorio o son limítrofes de la actual Ucrania son:
- Gobernación de Besarabia (Бессарабская губерния)
- Gobernación de Jolm (Холмская губерния)
- Gobernación de Grodno (Гродненская губерния)
- Gobernación de Minsk (Минская губерния)
- Gobernación de Oriol (Орловская губерния)
- Gobernación de Kursk (Курская губерния)
- Gobernación de Vorónezh (Воронежская губерния)
- Óblast del Voisko del Don (Область войска Донского) (desde 1870; Novocherkask Новочеркасск):

- Datos: Q5887559